# Fagne de la Poleûr
Ne doit pas être confondu avec Polleur.

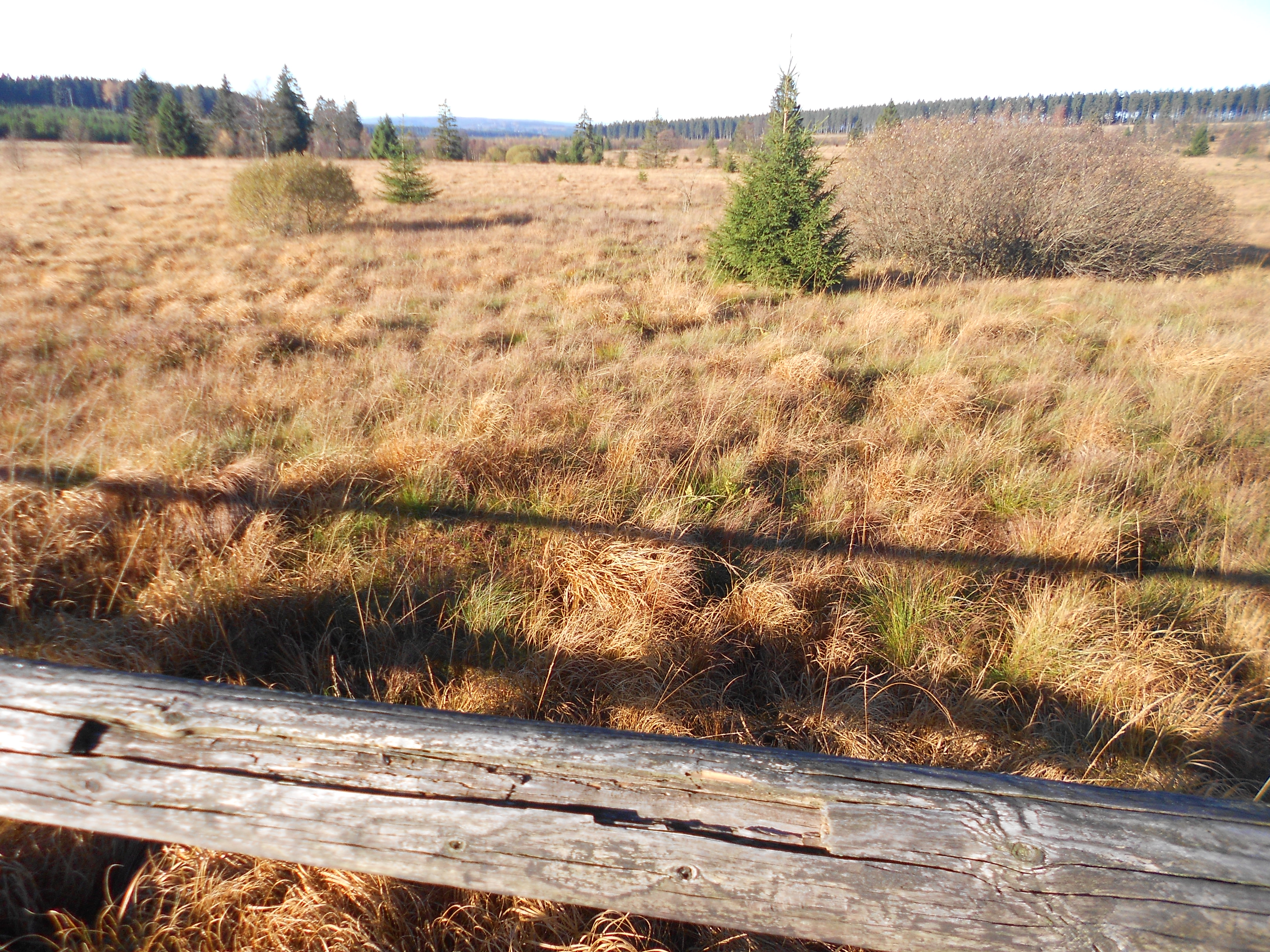
La fagne de la Poleûr

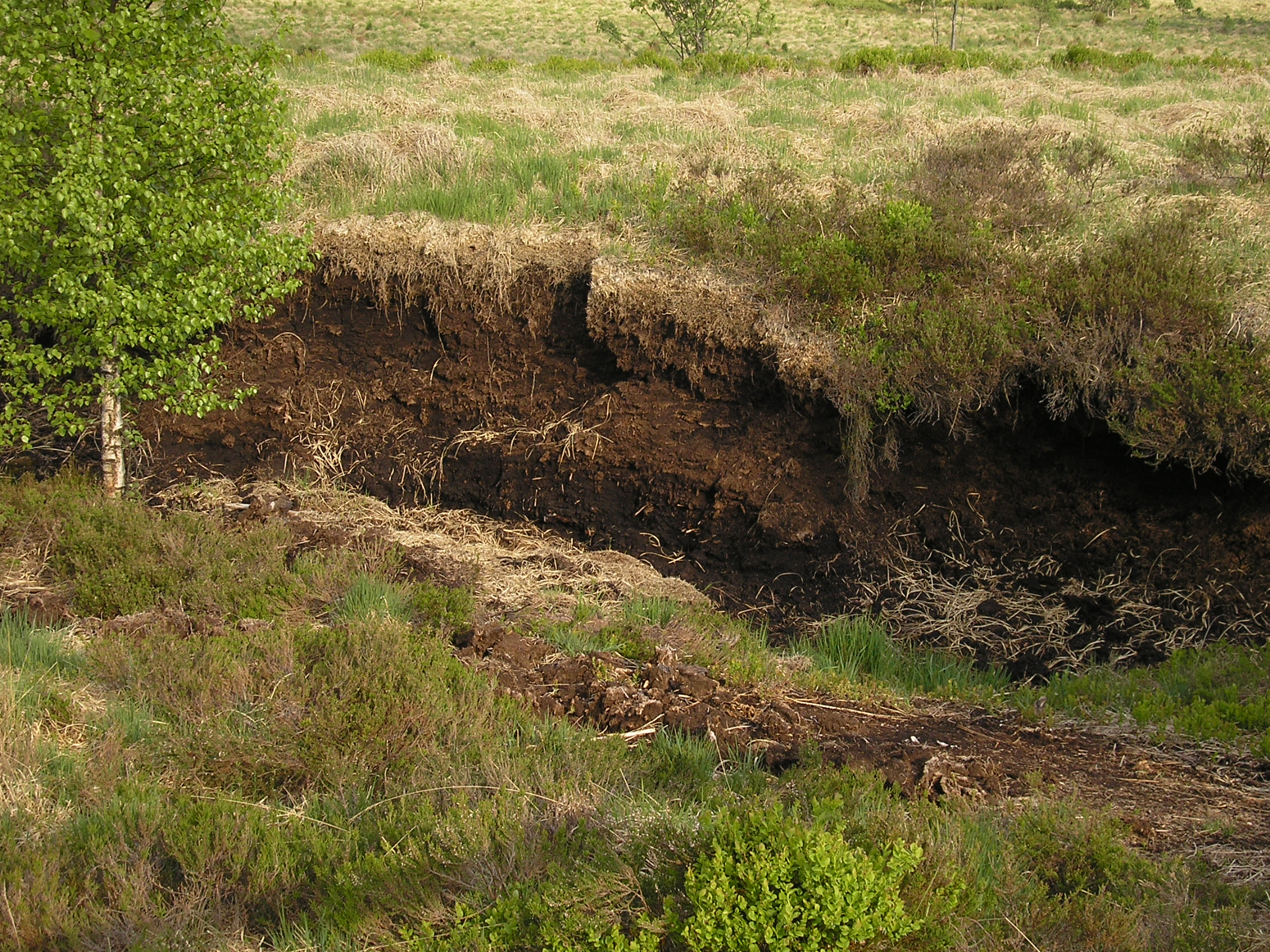
Tourbière dans la fagne de la Poleûr

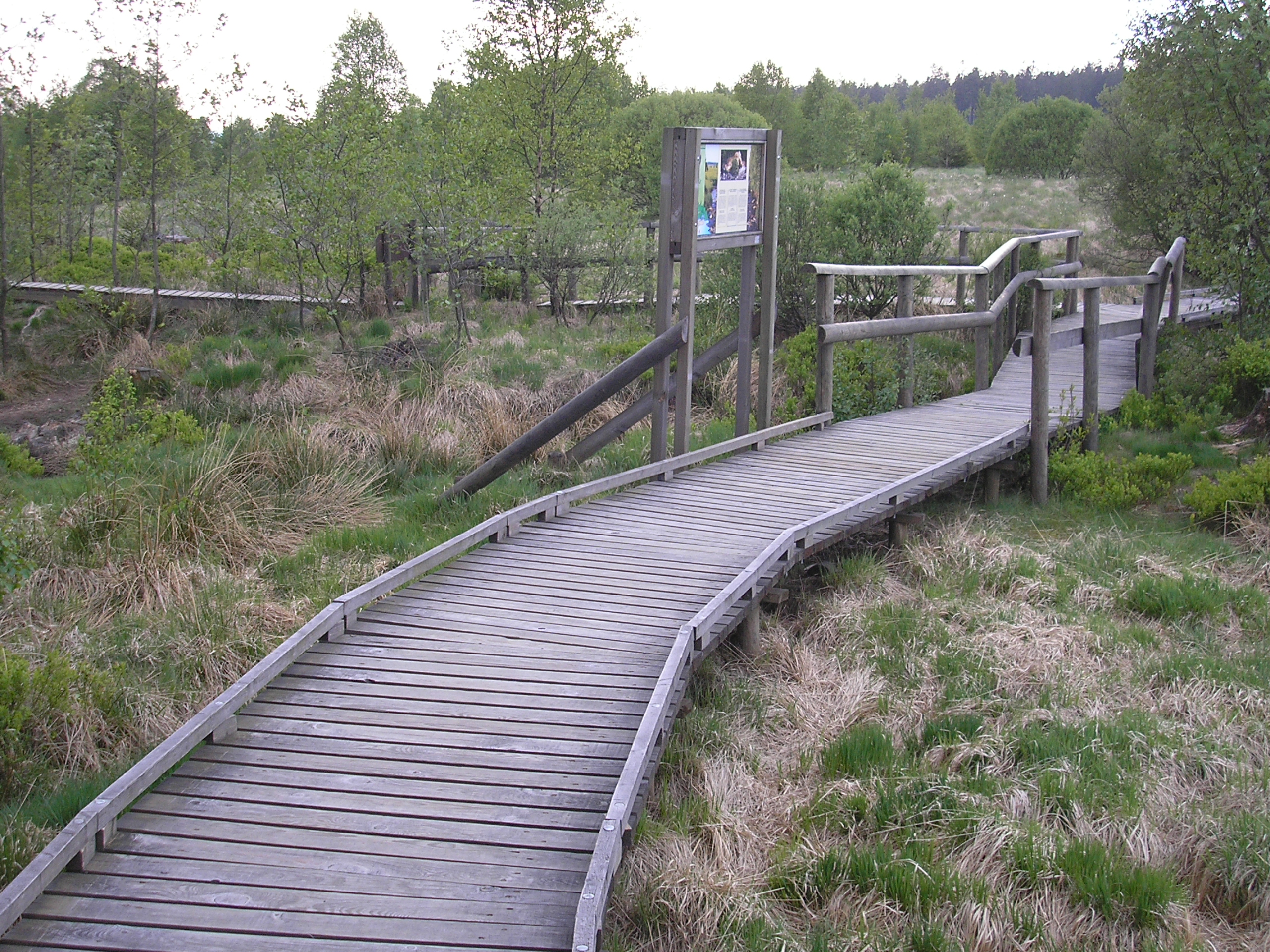
La fagne de la Poleûr : chemin aménagé

La fagne de la Poleûr orthographiée aussi fagne de la Poleur ou appelée fagne de Polleur est un haut plateau ardennais essentiellement constitué de landes et de tourbières situé sur le plateau des Hautes Fagnes et faisant partie des communes de Malmedy et Waimes en province de Liège (Belgique). Un sentier didactique la parcourt.

## Situation
L'accès à la fagne de la Poleûr se fait depuis le Mont Rigi ou la Baraque Michel via la chapelle Fischbach. La fagne se situe au sud-ouest de ces deux lieux bien connus des  Hautes Fagnes. La Hoëgne y prend sa source. Elle s'appelle alors la Polleur ou Poleûr et a donné son nom à la fagne.

## Description
La fagne de la Poleür est un site de grand intérêt biologique d'une superficie de 121,80 ha principalement composé de milieux tourbeux : bas-marais, tourbières de pente, tourbière haute dégradée et lande tourbeuse à molinie. La fagne proprement dite couvre une superficie d'environ 55 ha. La Poleûr coule dans une vallée asymétrique, le versant sud étant beaucoup plus abrupt que le versant nord. L'altitude varie de 675 m (le long de la route nationale 68) à 610 m (au pont de Bèleu). Cet espace ouvert est le résultat des activités humaines depuis plus d'un millénaire : extraction de la tourbe, mise en culture et en pâture, plantation d'épicéas.
Parmi les plantes typiques, on y trouve des myrtilles, des airelles, des linaigrettes, de la sphaigne et des orchis. 

## Activités et tourisme
Cette fagne est bien connue du grand public pour son sentier didactique de 3 km (créé en 1984 et accessible aux personnes à mobilité réduite) jalonné de panneaux explicatifs décrivant les différents milieux traversés par le promeneur. En outre, on peut observer une coupe d'extraction de la tourbe. Ce sentier existe aussi comme alternative pour les visiteurs, lorsque l'accès des autres parties des Hautes Fagnes est interdit en raison des risques d'incendie.
La fagne de la Poleûr se trouve en zone B.

## Sources
- http://biodiversite.wallonie.be/fr/74-fagne-de-la-poleur.html?IDD=251660069&highlighttext=Poleur+&IDC=1881
- "Guide du Plateau des Hautes Fagnes" de R. Collard et V. Bronowski - Édition "Les Amis de la Fagne" 1977.
- Les oiseaux des Hautes-Fagnes. Histoire et géographie des oiseaux nicheurs de M. Metzmacher. Éditions Éole, 2004.